# Johannes Schöne (Fußballspieler)
Johannes „Hans“ Schöne (* 23. April 1920 in Oberhausen; † 3. August 1989 in Babelsberg) war ein deutscher Fußballspieler.

## Sportliche Laufbahn
Hans Schöne begann seine fußballerische Laufbahn beim niederländischen Verein PSV Eindhoven, wo er von 1932 bis 1937 spielte. Danach spielte er bei TSV Weißwasser (1937 bis 1940), SV Gelb-Weiß Görlitz (1941), RSC Straßburg (1942), SpVgg Breslau 02 (1942 bis 1944) und SG Cottbus-Ost (1946 bis 1950). 1950 schloss sich Schöne der BSG Rotation Babelsberg an. 1951 wurde er mit 38 Treffern Torschützenkönig der DDR-Oberliga, ein Rekord, der bis zum Ende der Liga im Jahr 1991 nicht mehr gebrochen wurde.
Insgesamt bestritt Schöne 228 Oberligaspiele und erzielte dabei 119 Tore. Für die Fußballnationalmannschaft der DDR stand er 1954 dreimal auf dem Feld.
Nach seiner Karriere als Fußballspieler arbeitete Hans Schöne als Trainer bei ASG Vorwärts Potsdam (1957 bis 1959), SC Potsdam (1960 bis 1965) und Motor Babelsberg (1965 bis 1979).